# Кобринец, Николай Сергеевич
Николай Сергеевич Кобринец (21 декабря 1961, Москва — 12 октября 2023, Стамбул) — российский дипломат. Чрезвычайный и полномочный посол (2023).

## Биография
Окончил Московский государственный институт международных отношений (МГИМО) МИД СССР (1984).
В 2006—2011 годах — заместитель постоянного представителя России при Евросоюзе.
В 2011—2012 годах — заместитель директора Департамента общеевропейского сотрудничества МИД России.
В 2012—2019 годах — заместитель директора Департамента международного сотрудничества Правительства России.
С 2019 года по 12 октября 2023 года — директор Департамента общеевропейского сотрудничества МИД России.
Умер 12 октября 2023 года в возрасте 61 года от сердечного приступа, находясь в служебной командировке в Стамбуле.

## Дипломатический ранг
- Чрезвычайный и полномочный посланник 2 класса (31 июля 2008)[4].
- Чрезвычайный и полномочный посланник 1 класса (2 октября 2020)[5].
- Чрезвычайный и полномочный посол (9 июня 2023)[6].

## Награды
- Орден Дружбы[7].
- Медаль ордена «За заслуги перед Отечеством» II степени (26 ноября 2011 года) — за большой вклад в реализацию внешнеполитического курса Российской Федерации и многолетнюю добросовестную работу[8].
- Медаль «За вклад в создание Евразийского экономического союза» III степени (8 мая 2015 года, Высший совет Евразийского экономического союза)[9].
- Почётная грамота Президента Российской Федерации (21 апреля 2022 года) — за большой вклад в реализацию внешнеполитического курса Российской Федерации[10].